# L'Alibi (film, 1969)
Pour les articles homonymes, voir L'Alibi.
Pour plus de détails, voir Fiche technique et Distribution.
L'Alibi est un film italien réalisé par Adolfo Celi, Vittorio Gassman et Luciano Lucignani, sorti en 1969.

## Fiche technique
- Titre original : L'Alibi
- Réalisation : Adolfo Celi, Vittorio Gassman et Luciano Lucignani
- Scénario : Sandro Continenza
- Photographie : Stelvio Massi
- Montage : Mario Arditi
- Musique : Ennio Morricone, dirigé par Bruno Nicolai
- Décors : Giorgio Giovannini (it)
- Maquillage : Lolli Melaranci, Sandro Melaranci
- Producteur : Franco Cristaldi
- Sociétés de production : Ital-Noleggio Cinematografico, Vides Cinematografica
- Pays de production : Italie
- Langue originale : italien
- Format : Couleur - Son mono - 35 mm
- Genre : Comédie
- Durée : 106 minutes (1 h 46)
- Dates de sortie : 
  - Italie : 13 février 1969

## Distribution
- Vittorio Gassman : Vittorio
- Adolfo Celi : Adolfo
- Luciano Lucignani : Luciano
- Tina Aumont : Filli
- Franco Giacobini : Luca
- Jovanna Knox : la comtesse
- Ines Kummernus : la femme d'Adolfo
- Grande Otelo : Tranviere
- Marcia Rodriguez : Gracia
- Lina Sadun : la mère de Vittorio
- Vincenzo Sartini : Enrico
- Silvana Venturelli : Paola
- Ugo Adinolfi
- Alessandro Jovine
- Guglielmo Bogliani
- Sergio Masieri
- Bruno Barberino
- Sandro Mondini
- Aldo Danieli
- Alberto Moravia: lui-même